# NGC 1334
NGC 1334 је спирална галаксија у сазвежђу Персеј која се налази на NGC листи објеката дубоког неба.
Деклинација објекта је + 41° 49' 57" а ректасцензија 3h 30m 1,7s. Привидна величина (магнитуда) објекта NGC 1334 износи 13,8 а фотографска магнитуда 14,6. NGC 1334 је још познат и под ознакама UGC 2759, MCG 7-8-18, CGCG 541-17, IRAS 03266+4139, PGC 13001.